# Herman van Rijswijk
Herman van Rijswijk (14? - Den Haag, 13 december 1512) was een Nederlandse rooms-katholieke priester die door verbranding werd terechtgesteld na een veroordeling wegens ketterij.

## Levensloop
Tot aan de Reformatie zagen kerk en staat het als hun opdracht om de orthodoxie van Rome te handhaven. Afwijking van de gevestigde leer zag men als een bedreiging van gezag en eenheid. Het Latijnse christendom diende beschermd te worden tegen vrijdenken en heresie. Zowel lieden die streefden naar vernieuwing en verbetering van de kerk als lieden die werkelijk ruim de grenzen van de gevestigde leer overschreden en die zelfs achter zich lieten werden beschouwd als ketters. Zo werd Herman van Rijswijk in 1512 op de brandstapel geëxecuteerd, hoewel hij geen noemenswaardige aanhang had. Hij was vermoedelijk de eerste Nederlandse ketter die na een onderzoek door de Inquisitie overgeleverd werd aan de wereldlijke overheid opdat die voorsz. Meester Herman mits tgundt dat voorsz. es verbuert heeft zijn lijff ende zijn goet ende gestelt sal worden in een vuur ende gebrant tot pulver ende assche zijn goeden geconfisqueert tot onsen genadichen Heer voorsz..
Herman van Rijswijk was een criticus van de orthodoxe leer. Hoewel al zijn geschriften met hem zijn verbrand komt uit de inquisitieverslagen naar voren als een rationalist pur sang. Hij lijkt niet in de lijn van de beweging van de Vrije Geest te staan, die tot diep in de vijftiende eeuw aanhangers kende. Bij de Fratres et Sorores Liberi Spiritus gaat het meer om een breed samenraapsel van pantheïstisch gedachtegoed. 
Theun de Vries bestempelt Herman van Rijswijk tot de eerste authentieke godloochenaar op Nederlandse bodem. R.R. Post noemt Herman van Rijswijk eerder een ongelovige dan een ketter. S. Zijlstra spreekt van een dissident die je echter geen atheïst kunt noemen. De meningen over Van Rijswijk zijn dan ook verdeeld. Feit is dat Herman van Rijswijk sceptisch stond tegenover een aantal belangrijke christelijke dogmata. Onder invloed van het nieuwe humanisme was hij goed op de hoogte van de Klassieken. Hij staat in de traditie van de school van Pavia waar de wijsbegeerte van de herontdekte Aristoteles centraal stond. De school kende twee stromingen: averroisten en alexandristen, die in hun verklaring van de meester de Arabische commentaren van Averroës dan wel de Griekse commentaren van Alexander van Aphrodisias volgden. 
De school van Pavia leerde bijvoorbeeld dat de onsterfelijkheid van de ziel niet bewezen kan worden. Met de aldus verworven, vooral averroïstische inzichten onderzocht Herman van Rijswijk de christelijke geloofswaarheden en kwam tot sceptische conclusies. Zij poneert hij dat de wereld altijd al heeft bestaan. De schepping uit het niets is een verzinsel van die ‘stultus Mozes’. Hij achtte een leven na dit leven ongeloofwaardig en zag dat bevestigd door Socrates. Hij kon niet aannemen dat Jezus de Zoon van God is. Dat was alleen al onmogelijk omdat de Heilige Geest – de verwekker van Jezus – een waanidee was. Veel daden van Jezus gaan regelrecht in tegen de rede (rationi contraria). Alleen een dwaas en fantast kan met dergelijke daden onnozele mensen verleiden. God kan niet handelen tegen de rede in. De hele leer van de kerk bestaat uit verzinsels (fabulosa). Het evangelie bestempelt hij als dwaasheid (delirium). 
In 1502 was Herman van Rijswijk door de inquisiteur Johannes Ommaten tot eeuwige gevangenisstraf veroordeeld. Hij had zijn (in de ogen van de inquisitie) ernstige dwalingen bekend. Uit de verslagen blijkt dat zijn opvattingen weldoordacht waren. Hij moet zijn bekentenis afgesloten hebben met de woorden: ‘Ik ben als christen geboren, maar ben dat niet meer, omdat de christenen bijzonder domme lieden zijn’. In 1512 wisten familieleden Herman van Rijswijk te bevrijden uit zijn gevangenschap. Hij werd na korte tijd alweer opgepakt en moest opnieuw voor de inquisitie verschijnen. Het ging nu om een gezamenlijk onderzoek van de pauselijke en de bisschoppelijke inquisitie. Dat wijst erop dat de kerk de kwestie hoog op nam. Jacob van Hoochstraten, de pauselijke inquisiteur, en Jacob Ruysch, de bisschoppelijke inquisiteur,  veroordeelden hem als hereticus relapsus (een weer in oude dwalingen vervallen ketter) en leverden hem aan de wereldlijke overheid uit om de gebruikelijke straf te ondergaan. Het Hof van Holland veroordeelde hem op 13 december 1512 tot de brandstapel en confisqueerde zijn goederen.